# Hypochnicium globosum
Hypochnicium globosum är en svampart som beskrevs av Sheng H. Wu 1990. Hypochnicium globosum ingår i släktet Hypochnicium och familjen Meruliaceae.   Inga underarter finns listade i Catalogue of Life.